# Lillooet (fleuve)
Pour les articles homonymes, voir Lillooet.
Le Lillooet est un cours d'eau de Colombie-Britannique, au Canada.
Il prend sa source au lac Silt dans le parc provincial de l'Upper Lillooet, passe par le lac Lillooet avant de finir dans le lac Harrison.
Avant le lac Lillooet, il pase au nord de la communauté autochtone et ville fantôme de Skookumchuck Hot Springs (en), qui est connu dans la langue St'at'imcets sous le nom de Skatin. La partie inférieure de la rivière, à partir de Lillooet Lake vers le lac Harrison, est longue d'environ 55 km.
Ses principaux affluents sont le Meager Creek (en), la Ryan River (en), la Green River et la rivière Birkenhead (en). Après le lac Harrison, le cours d'eau est nommée comme la rivière Harrison (en), qui entre dans le Fraser, près de la communauté des Premières Nations de Chehalis (en).
La rivière Lillooet et le lac Lillooet faisaient partie de la route principale entre la côte et l'intérieur à l'époque de la ruée vers l'or du canyon du Fraser.